# Vattenpolo vid olympiska sommarspelen 1924
Vattenpoloturneringen vid Olympiska sommarspelen 1924 avgjordes i Paris.

## Medaljsummering
| Gren                          | Guld | Silver | Brons |
| Herrarnas vattenpoloturnering | Frankrike Albert Deborgies Noël Delberghe Robert Desmettre Paul Dujardin Albert Mayaud Henri Padou Georges Rigal | Belgien Gérard Blitz Maurice Blitz Joseph Cludtz Joseph De Combe Pierre Dewin Albert Durant Georges Fleurix Paul Gailly Joseph Pletinckx Jules Thiry Jean-Pierre Vermetten | USA Arthur Austin Oliver Horn Fred Lauer George Mitchell John Norton Wally O'Connor George Schroth Herb Vollmer Johnny Weissmuller |